# اچ‌ام‌اس مینورکا (۱۸۰۵)
اچ‌ام‌اس مینورکا (۱۸۰۵) (به انگلیسی: HMS Minorca (1805)) یک کشتی بود که طول آن ۱۰۰ فوت ۲ اینچ (۳۰٫۵۳ متر) بود. این کشتی در سال ۱۸۰۵ ساخته شد.